# Microsoft Office 2011 per Mac
Microsoft Office for Mac 2011 è una versione di Microsoft Office per macOS. È il successore di Microsoft Office 2008 per Mac e precede Microsoft Office 2016 per Mac. Office Mac 2011 è compatibile con Microsoft Office 2010 per sistemi Windows.
Microsoft Office 2011 è ora al pari con le parallele versioni per Windows. La sua interfaccia grafica è ora più simile a quella di Office 2007 e 2010 per Windows, infatti porta per la prima volta su Mac la grafica Ribbon. Il gestore di mail Microsoft Entourage è stato sostituito da Microsoft Outlook, non più presente su Mac dal 2001. Office 2011 supporta, inoltre, servizi online come Microsoft SkyDrive e le Office Web Apps.
Office 2011 era disponibile in due edizioni: la Home and Student, che comprende Word, Excel e PowerPoint, e la Home e Business, che aggiunge Outlook. In entrambe le edizioni, inoltre, è integrato Microsoft Messenger 8; Microsoft Communicator era disponibile solo con contratti multilicenza.
Per Office 2011 è necessario un Mac con processore Intel e Mac OS X Leopard 10.5.8 o successiva, ed essendo un'applicazione a 32-bit, può essere installata nei Mac fino a macOS Mojave.